# Metagonia panama
Metagonia panama är en spindelart som beskrevs av Willis J. Gertsch 1986. Metagonia panama ingår i släktet Metagonia och familjen dallerspindlar.
Artens utbredningsområde är Panama. Inga underarter finns listade i Catalogue of Life.